# Рудно-Дольне
Рудно-Дольне (пол. Rudno Dolne) — село в Польщі, у гміні Нове Бжесько Прошовицького повіту Малопольського воєводства.
Населення — 374 особи (2011).
У 1975-1998 роках село належало до Краківського воєводства.

## Демографія
Демографічна структура станом на 31 березня 2011 року:
|          | Загалом | Допрацездатний вік | Працездатний вік | Постпрацездатний вік |
| -------- | ------- | ------------------ | ---------------- | -------------------- |
| Чоловіки | 186     | 37                 | 126              | 23                   |
| Жінки    | 188     | 42                 | 107              | 39                   |
| Разом    | 374     | 79                 | 233              | 62                   |